# VW Caddy (Typ 9U)
Der Caddy (9U), auch VW Caddy II Pick-up genannt,  ist ein Nutzfahrzeug-Modell von Volkswagen Nutzfahrzeuge. Er wurde von Mitte 1996 bis Ende 2000 als Pick-up parallel zum Kastenwagen/Hochdachkombi Caddy (9KV) angeboten. Der Vorgänger ist der Caddy (14D).

## Geschichte
Obwohl kleine Pritschenwagen in Deutschland weniger populär sind als z. B. in Südosteuropa oder Asien, wurde der Caddy (9U) als Badge-Engineered-Version (deutsch: Lizenzbau) des Škoda Felicia Pick-up ins VW-Programm genommen. Zielgruppe waren vor allem kleine und mittelständische Unternehmen. Er wurde bei Škoda Auto in Kvasiny (Tschechien) hergestellt.
Bis auf das VW-Logo auf dem Kühlergrill, der Heckklappe und auf dem Lenkrad sind keine Unterschiede zum Škoda-Schwestermodell des VW-Konzerns zu erkennen. Angeboten wurde der Caddy (9U) wahlweise offen, mit Planenaufbau oder mit abnehmbarem Kunststoff-Hardtop. Er besitzt eine selbsttragende Karosserie und kann bis zu 500 kg zuladen.

### Technische Daten
|                                             | 1.6                   | 1.9 D                      |
| Bauzeitraum                                 | 06/1996–12/2000       | 06/1996–12/2000            |
| Motorkenndaten                              |                       |                            |
| Motorkennbuchstaben                         | AEE                   | AEF                        |
| Motortyp                                    | R4-Ottomotor          | R4-Dieselmotor             |
| Anzahl Ventile pro Zylinder                 | 2                     | 2                          |
| Ventilsteuerung                             | OHC, Zahnriemen       | OHC, Zahnriemen            |
| Gemischaufbereitung                         | Saugrohreinspritzung  | Wirbelkammer- einspritzung |
| Motoraufladung                              | –                     | –                          |
| Kühlung                                     | Wasserkühlung         | Wasserkühlung              |
| Bohrung × Hub                               | 76,5 mm × 86,9 mm     | 79,5 mm × 95,5 mm          |
| Hubraum                                     | 1598 cm³              | 1896 cm³                   |
| Verdichtungsverhältnis                      | 9,8:1                 | 22,5:1                     |
| max. Leistung bei min−1                     | 55 kW (75 PS) /4500   | 47 kW (64 PS) /4300        |
| max. Drehmoment bei min−1                   | 135 Nm /3500          | 125 Nm /2200–2800          |
| Abgasnorm                                   | Euro 2                | Euro 2                     |
| Kraftübertragung                            |                       |                            |
| Antrieb                                     | Vorderradantrieb      | Vorderradantrieb           |
| Getriebe                                    | 5-Gang-Schaltgetriebe | 5-Gang-Schaltgetriebe      |
| Messwerte                                   |                       |                            |
| Höchstgeschwindigkeit                       | 145 km/h              | 140 km/h                   |
| Beschleunigung, 0–100 km/h                  | 14,0 s                | 17,0 s                     |
| Kraftstoffverbrauch auf 100 km (kombiniert) | 8,9 l Super           | 6,7 l Diesel               |
| CO2-Emission (kombiniert)                   | k. A.                 | 181 g/km                   |
| Leergewicht                                 | 1140 kg               | 1210 kg                    |

## Produktionszahlen VW Caddy II Pick-up
Gesamtproduktion  Fahrzeuge von 1996 bis 2000
| Jahr | 1996  | 1997  | 1998  | 1999  | 2000  | Summe  |
| ---- | ----- | ----- | ----- | ----- | ----- | ------ |
|      | 2.323 | 3.154 | 4.749 | 4.204 | 4.522 | 18.952 |